# Guglielmo II dei Paesi Bassi
Guglielmo II dei Paesi Bassi (nato Willem Frederik George Lodewijk; L'Aia, 6 dicembre 1792 – Tilburg, 17 marzo 1849) fu re dei Paesi Bassi, granduca del Lussemburgo e duca di Limburgo dall'abdicazione del padre Guglielmo I nel 1840 fino alla sua morte.
Guglielmo II era figlio di Guglielmo I e di Guglielmina di Prussia. Quando suo padre, che al tempo regnava come principe sovrano, si proclamò re nel 1815, egli divenne Principe di Orange come erede apparente del Regno dei Paesi Bassi. Con l'abdicazione di suo padre e la sua ascesa al trono, i Paesi Bassi divennero una democrazia parlamentare grazie alla nuova costituzione del 1848.
Guglielmo II sposò Anna Pavlovna Romanova, figlia dello zar di Russia, dalla quale ebbe quattro figli maschi e una femmina.
Morì il 17 marzo 1849 e il regno passò al figlio Guglielmo III.

## Biografia
Willem Frederik George Lodewijk nacque il 6 dicembre 1792 all'Aia. Era il figlio primogenito di re Guglielmo I dei Paesi Bassi e di Guglielmina di Prussia. Suoi nonni materni erano Federico Guglielmo II di Prussia e la sua seconda moglie, Federica Luisa d'Assia-Darmstadt.
Quando Guglielmo aveva appena tre anni, lui e la sua famiglia furono costretti a fuggire in Inghilterra dopo che le truppe anglo-hannoveriane decisero di ritirarsi dai Paesi Bassi e lo stato fu abbandonato nelle mani delle truppe rivoluzionarie francesi e dei repubblicani anti-orangisti: Guglielmo passò la gioventù a Berlino, alla corte prussiana, dove ricevette una preparazione militare, servendo nell'esercito prussiano; in seguito studiò all'Università di Oxford in Inghilterra.

### La carriera militare nell'esercito inglese

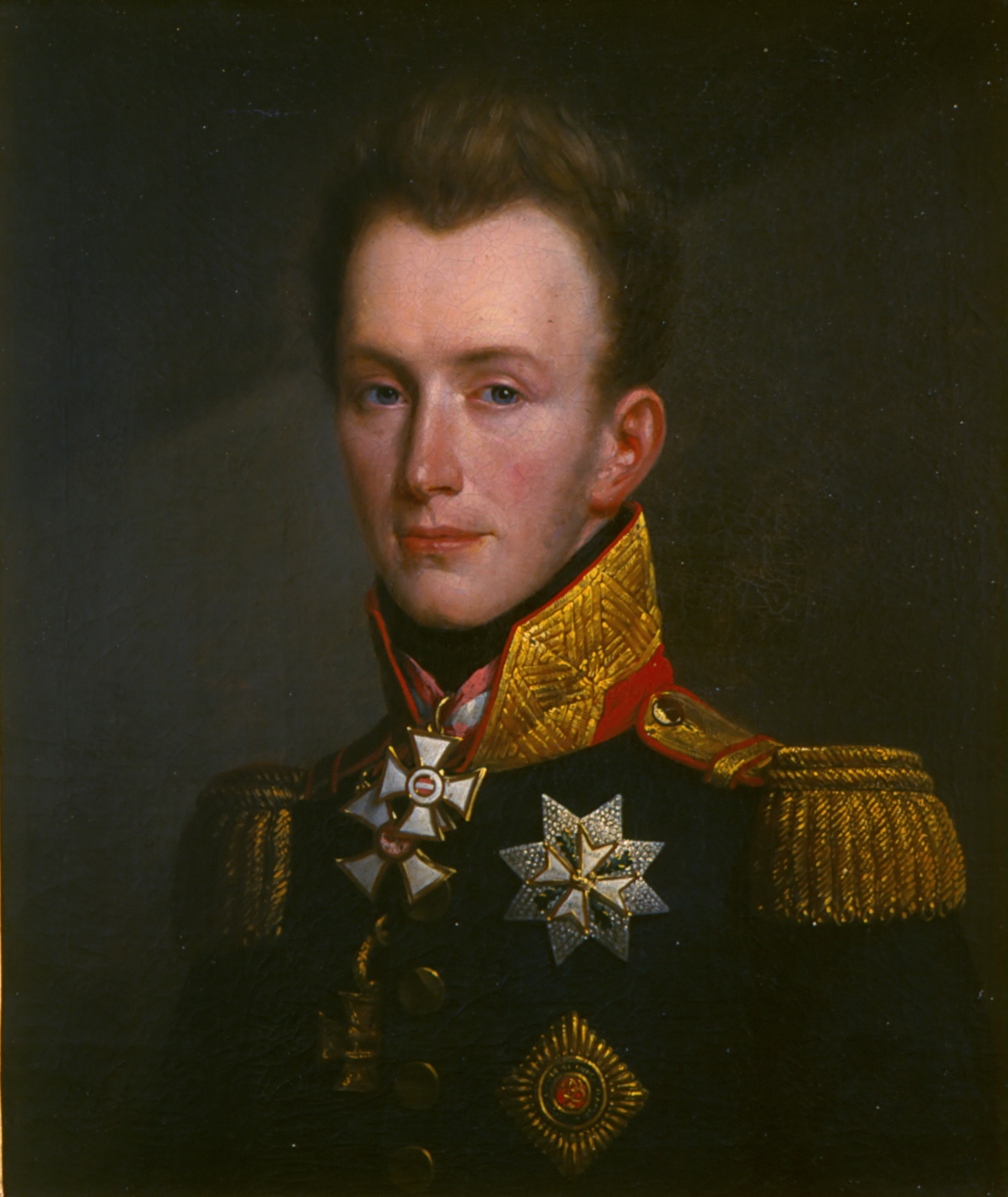
Il giovane principe Guglielmo nel 1815

Guglielmo entrò nel 1811 nel British Army, a soli 19 anni, come aiutante di campo di Arthur Wellesley, I duca di Wellington. Con tale incarico prese parte a diverse battaglie della guerra d'indipendenza spagnola. Non ancora ventenne, il giovane principe, secondo le tradizioni dell'epoca, venne creato tenente colonnello l'11 giugno 1811, poi colonnello il 21 ottobre di quello stesso anno e quindi l'8 settembre 1812 divenne aiutante di campo del principe reggente, venendo promosso al rango di maggiore generale il 14 dicembre 1813. Il suo coraggio e la sua buona natura lo resero molto popolare presso gli inglesi, che lo soprannominarono "Slander Billy". Nel 1813 tornò nei Paesi Bassi e nel maggio del 1814 sostituì Sir Thomas Graham come ufficiale comandante delle forze britanniche in loco, ma seppe cedere il passo al duca di Wellington quando questo'ultimo sbarcò poco dopo sulle coste olandesi con altri uomini. L'8 luglio di quello stesso anno venne promosso al rango di Tenente Generale nel British Army ed il 25 luglio successivo ottenne il massimo rango di Generale.
Nel 1815 servì nell'esercito olandese schierato contro Napoleone Bonaparte, dopo la fuga di quest'ultimo dall'isola d'Elba. Partecipò così alla battaglia di Quatre Bras e alla battaglia di Waterloo, dove rimase ferito combattendo col I Corpo d'Armata di cui era stato posto al comando. Nelle due battaglie dimostrò coraggio ed energia, anche se diede prova di atroci errori militari che portarono alla morte di diversi uomini sotto il suo comando, attirandosi aspre critiche da storici come David Howarth. Il duca di Wellington attribuì questi errori più all'inesperienza militare del giovane ventitreenne generale, che al non al fatto di non essere un buon capo. Come segno di gratitudine, alla fine della guerra e dopo la vittoria di Waterloo, il popolo olandese gli offrì in dono il Palazzo Soestdijk come omaggio.
Il 14 marzo 1817 fu iniziato in Massoneria nella loggia di Bruxelles "L'Espérance".

### La rivoluzione belga

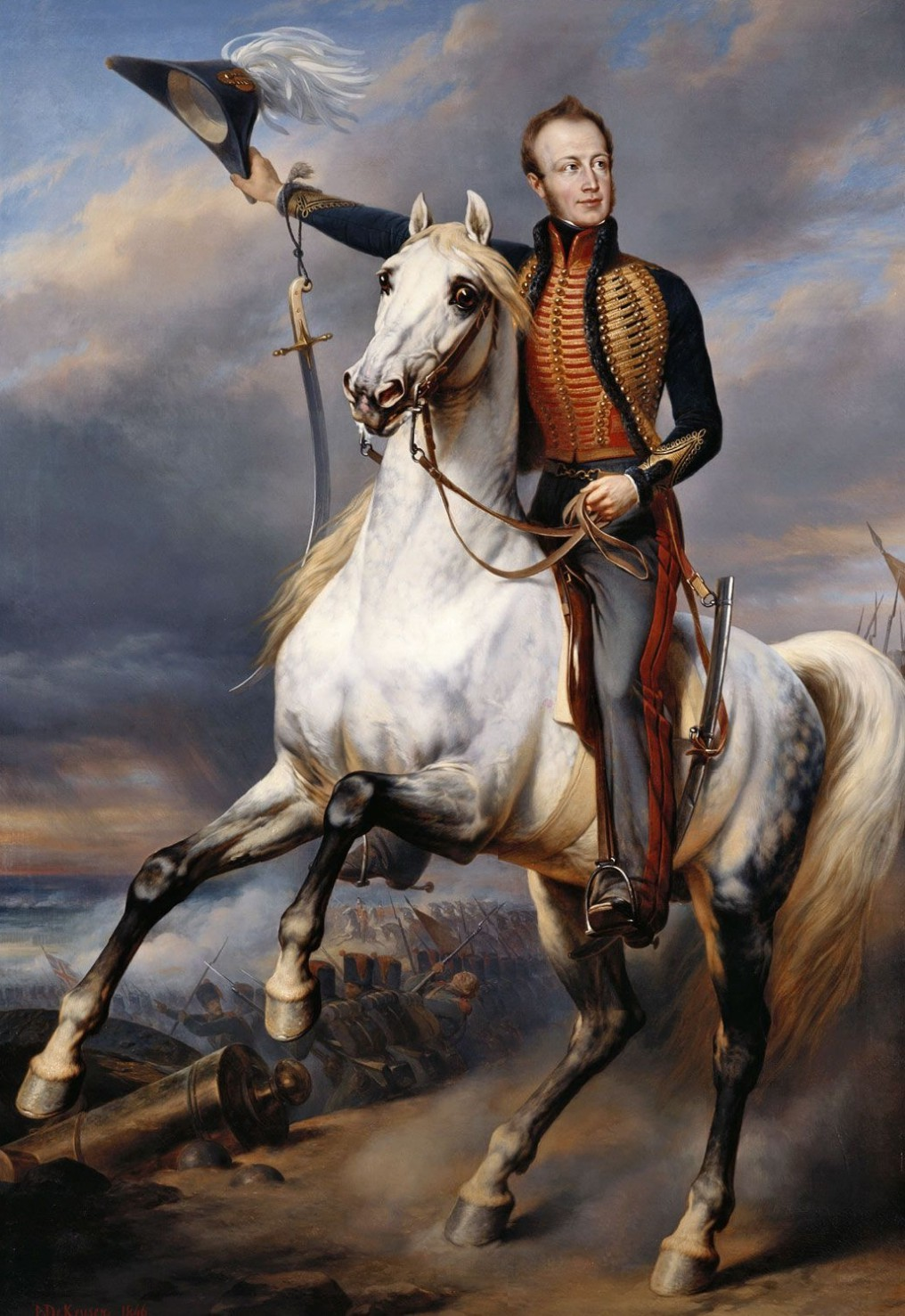
Ritratto di Guglielmo II a cavallo.

Guglielmo II godette di enorme popolarità nei Paesi Bassi ed in Belgio, per la sua affabilità e la sua moderazione. Nel 1830, allo scoppio della rivoluzione in Belgio (all'epoca noto come Paesi Bassi del Sud), si recò a Bruxelles per tentare una mediazione tra le parti, proponendo che le province meridionali avessero autonomia amministrativa, sempre comunque sotto il controllo della Casa d'Orange-Nassau. I rivoluzionari pensarono per qualche tempo di affidargli la corona di un neonato regno del Belgio, ma suo padre, all'epoca ancora sovrano dei Paesi Bassi, rifiutò tali accordi e i rapporti tra i due iniziarono ad essere molto tesi.
Nell'aprile del 1831 Guglielmo venne pertanto posto a capo della Campagna dei dieci giorni che si svolse in Belgio, vincendo la battaglia di Lovanio del 12 agosto contro i ribelli belgi ma venendo respinto dall'intervento dell'esercito francese. Successivamente, l'intervento di vari paesi europei portò al distacco del Belgio dai Paesi Bassi, con la conseguente nascita di una nuova monarchia, a capo di cui fu posto il principe tedesco Leopoldo di Sassonia-Coburgo-Gotha. La pace definitiva tra Paesi Bassi e Belgio poté avvenire solo con la firma del Trattato di Londra del 1839.

### Re dei Paesi Bassi

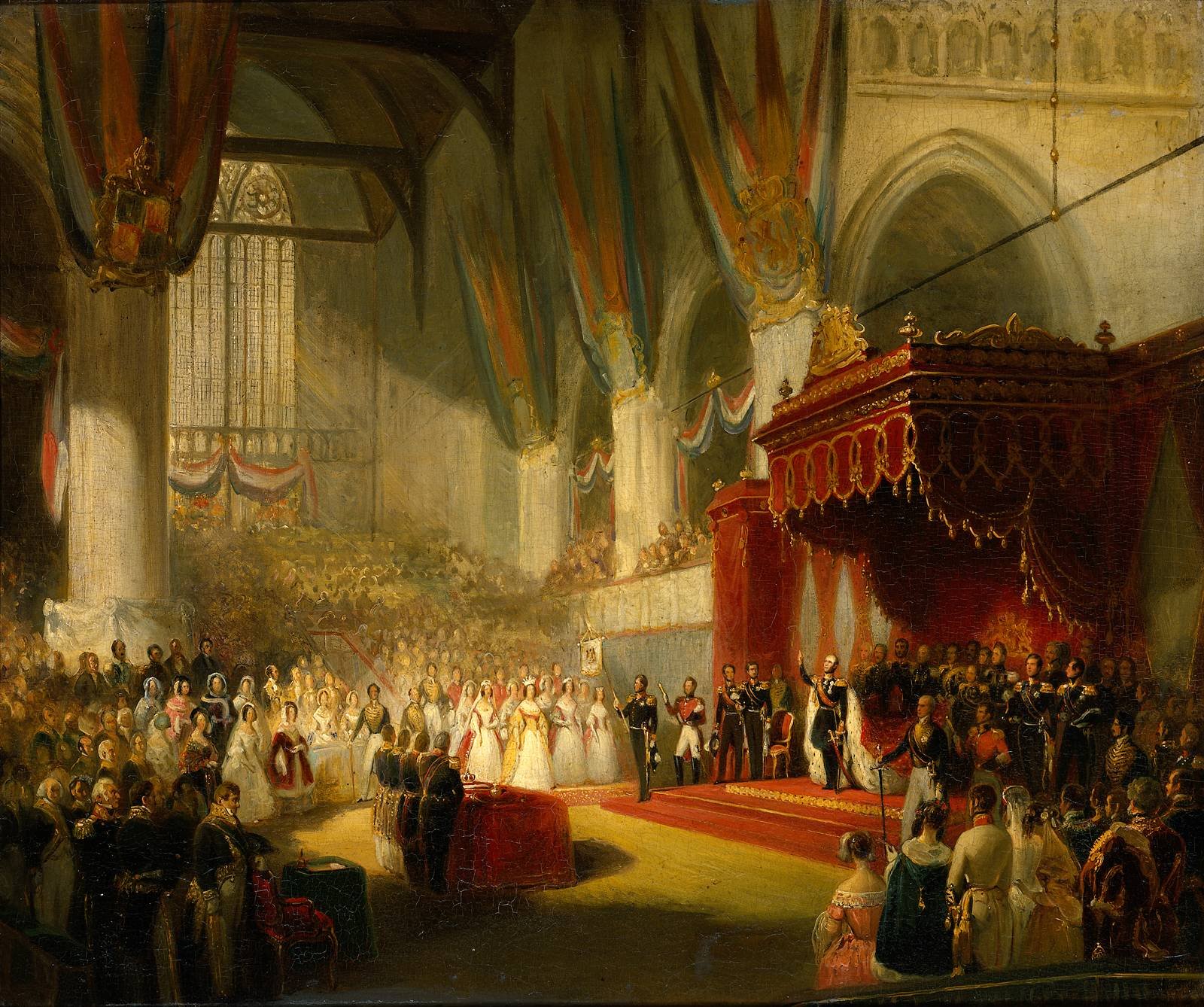
Giuramento di Guglielmo II nella Nieuwe Kerk nel 1840

Il 7 ottobre 1840, in seguito all'abdicazione paterna, salì al trono come Guglielmo II. Conservatore e sfavorevole ai mutamenti di status quo come il genitore, intervenne comunque meno negli affari politici del suo Stato. Davanti ad agitazioni montanti per una vasta riforma costituzionale ed un allargamento del suffragio, benché di vedute conservatrici ed anti-democratiche, agì con buonsenso e moderazione, senza ostacolarle.
Nel 1845 ricevette la nomina a maresciallo di campo del Regno Unito.
La rivoluzione del 1848, che a Parigi fece decadere la monarchia degli Orléans, impaurì anche Guglielmo II che pare una mattina abbia detto: "sono passato da conservatore a liberale in una sola notte". Diede ordine a Johan Rudolf Thorbecke di elaborare una nuova costituzione che sancisse che il Eerste Kamer (Senato) sarebbe eletto indirettamente dagli Stati Provinciali e che il Tweede Kamer (Camera dei rappresentanti) sarebbe stato eletto direttamente. Il sistema elettorale divenne su base censuaria nei distretti elettorali (nel 1917 il suffragio divenne universale maschile ed i distretti furono sostituiti dalle liste dei partiti politici), causando una notevole diminuzione del potere regio. Questa costituzione, seppur emendata, è quella ancora oggi in vigore.
Guglielmo II ricevette il giuramento di fedeltà dal primo governo parlamentare alcuni mesi prima della sua improvvisa morte avvenuta a Tilburg, nel nord del Brabante nel 1849. Da qualche tempo il sovrano soffriva infatti di crisi respiratorie e di una depressione che aveva fatto seguito alla morte del suo figlio prediletto, Guglielmo Alessandro, l'anno precedente, fatto che lo aveva fortemente provato.
Durante gli anni del suo regno, Guglielmo II si interessò particolarmente di architettura che aveva avuto modo di conoscere ed apprezzare già durante i suoi primi studi in Inghilterra, amando particolarmente lo stile neogotico. In questo stile progetto la facciata del Palazzo Kneuterdijk eseguita su progetto dell'architetto De Greef sostituita poi dall'attuale neoclassica di cui però rimane all'interno una grande sala neogotica. Iniziò (ma non completò mai) la costruzione del Castello di Vaeshartelt.

## Matrimonio e figli

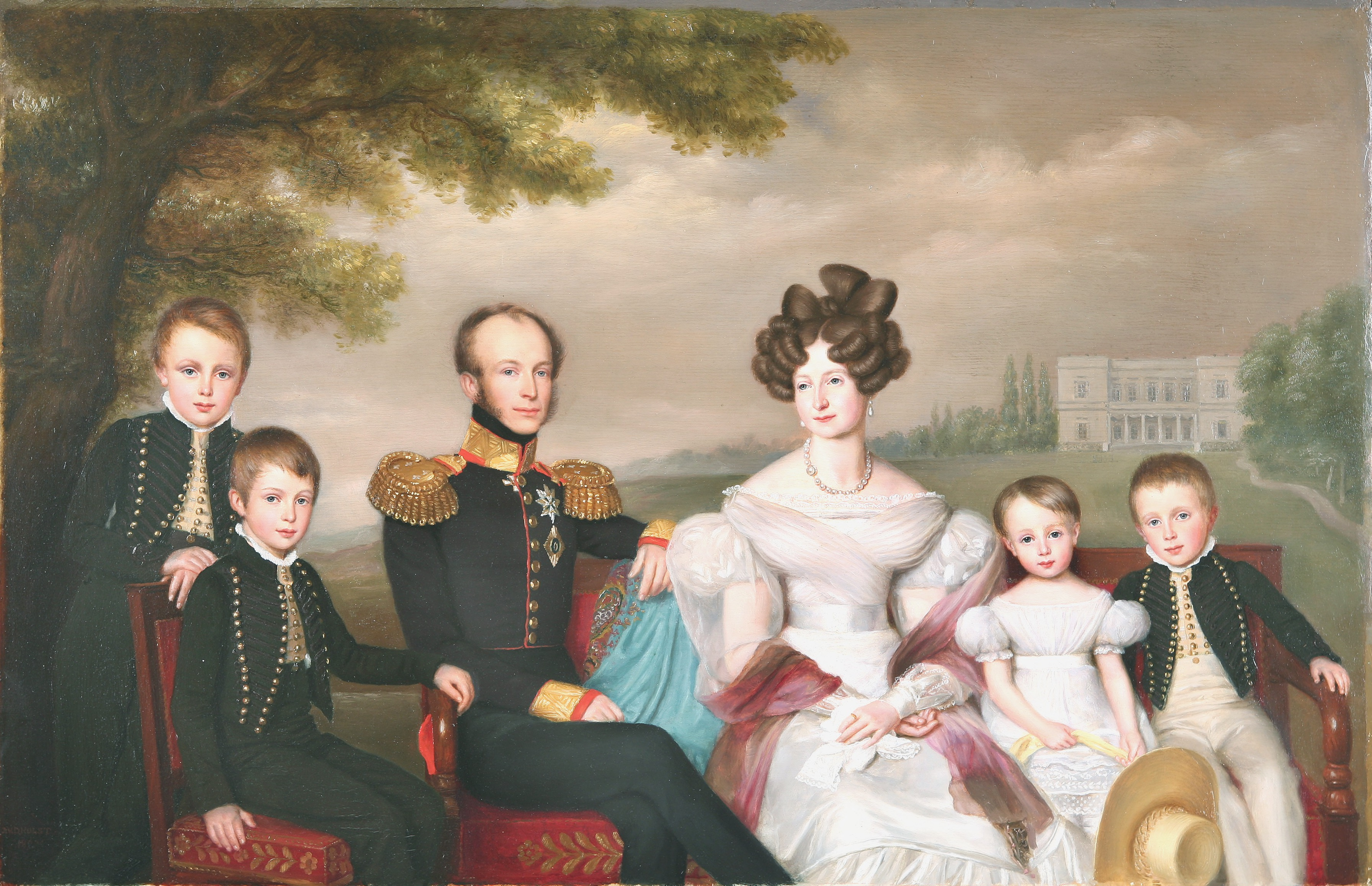
Re Guglielmo II e la sua famiglia (1832) di Jan Baptist van der Hulst

Nel 1814 Guglielmo fu per breve tempo fidanzato con la principessa Carlotta del Galles, sola figlia del principe Reggente, poi Giorgio IV del Regno Unito, ma alla fine lei lo rifiutò. Il 21 febbraio 1816 nella cappella del palazzo d'Inverno a San Pietroburgo, Guglielmo sposò la granduchessa Anna Pavlovna Romanova, sorella minore dello zar Alessandro I di Russia, che organizzò l'unione per rimarcare i buoni rapporti fra la Russia imperiale e i Paesi Bassi.
Il 19 febbraio 1817 a Bruxelles nacque il suo primo figlio Guglielmo Alessandro, il futuro re Guglielmo III dei Paesi Bassi. Vivendo a Bruxelles entrò in contatto con i ricchi industriali del meridione del suo regno. Nel 1819 fu ricattato per qualcosa che il Ministro della Giustizia Van Maanen definì in una lettera «vergognosa ed innaturale», riferendosi presumibilmente ad inclinazioni bisessuali (si pensa che abbia avuto una relazione con un dandy di nome Pereira).
Guglielmo II e la regina Anna ebbero cinque figli:
- Guglielmo III dei Paesi Bassi (1817-1890), re dei Paesi Bassi dal 1849 al 1890;
- Guglielmo Alessandro Federico Costantino Nicola Michele (1818-1848), detto Sascha;
- Guglielmo Federico Enrico "il Navigatore" (1820-1879) Governatore del Lussemburgo dal 1850 fino alla morte, sposò il 9 maggio 1853 a Weimar Amalia di Sassonia-Weimar-Eisenach (1830 – 1872) e il 24 agosto 1878 a Potsdam Maria di Prussia. Non ebbe figli da ambedue i matrimoni;
- Guglielmo Alessandro Ernesto Federico Casimiro (21 maggio - 22 ottobre 1822);
- Guglielmina Maria Sofia Luisa (1824-1897), sposò Carlo Alessandro di Sassonia-Weimar-Eisenach, Granduca di Sassonia-Weimar-Eisenach.

## Titoli e trattamento

Monogramma di Guglielmo II

- 1792 – 1806: Sua Altezza il principe Guglielmo Federico di Orange-Nassau[7]
- 1806 – 1815: Sa Altezza il principe ereditario di Orange[8]
- 1815 – 1840: Sua Altezza Reale il principe di Orange
- 1840 – 1849: Sua Maestà il re dei Paesi Bassi

## Nella cultura di massa
Guglielmo II è il personaggio più ricorrente nelle novelle storiche di Georgette Heyer, di cui la più nota è An Infamous Army.
Guglielmo II è uno dei personaggi che appaiono nel romanzo storico storica Sharpe's Waterloo di Bernard Cornwell, e nel suo adattamento televisivo nel quale è personificato da Paul Bettany.

## Ascendenza
|                                  |                              |                                                | Genitori                                    |  |  | Nonni |  |  | Bisnonni                      |  |  | Trisnonni                         |  |
|                                  |                              |                                                |                                             |  |  |       |  |  | Guglielmo IV di Orange-Nassau |  |  | Giovanni Guglielmo Friso d'Orange |  |
|                                  |                              |                                                |                                             |  |  |       |  |  | Guglielmo IV di Orange-Nassau |  |  | Giovanni Guglielmo Friso d'Orange |  |
|                                  |                              | Maria Luisa d'Assia-Kassel                     |                                             |  |  |       |  |  | Guglielmo IV di Orange-Nassau |  |  |                                   |  |
| Guglielmo V di Orange-Nassau     |                              |                                                |                                             |  |  |       |  |  | Guglielmo IV di Orange-Nassau |  |  |                                   |  |
|                                  |                              | Anna di Hannover                               | Giorgio II di Gran Bretagna                 |  |  |       |  |  |                               |  |  |                                   |  |
|                                  |                              | Anna di Hannover                               | Giorgio II di Gran Bretagna                 |  |  |       |  |  |                               |  |  |                                   |  |
|                                  |                              | Anna di Hannover                               | Carolina di Brandeburgo-Ansbach             |  |  |       |  |  |                               |  |  |                                   |  |
| Guglielmo I dei Paesi Bassi      |                              | Anna di Hannover                               |                                             |  |  |       |  |  |                               |  |  |                                   |  |
|                                  |                              | Augusto Guglielmo di Prussia                   | Federico Guglielmo I di Prussia             |  |  |       |  |  |                               |  |  |                                   |  |
|                                  |                              | Augusto Guglielmo di Prussia                   | Federico Guglielmo I di Prussia             |  |  |       |  |  |                               |  |  |                                   |  |
|                                  |                              | Augusto Guglielmo di Prussia                   | Sofia Dorotea di Hannover                   |  |  |       |  |  |                               |  |  |                                   |  |
| Guglielmina di Prussia           |                              | Augusto Guglielmo di Prussia                   |                                             |  |  |       |  |  |                               |  |  |                                   |  |
|                                  |                              | Luisa Amalia di Brunswick-Wolfenbüttel         | Ferdinando Alberto II di Brunswick-Lüneburg |  |  |       |  |  |                               |  |  |                                   |  |
|                                  |                              | Luisa Amalia di Brunswick-Wolfenbüttel         | Ferdinando Alberto II di Brunswick-Lüneburg |  |  |       |  |  |                               |  |  |                                   |  |
|                                  |                              | Luisa Amalia di Brunswick-Wolfenbüttel         | Antonietta Amalia di Brunswick-Wolfenbüttel |  |  |       |  |  |                               |  |  |                                   |  |
| Guglielmo II dei Paesi Bassi     |                              | Luisa Amalia di Brunswick-Wolfenbüttel         |                                             |  |  |       |  |  |                               |  |  |                                   |  |
|                                  | Augusto Guglielmo di Prussia | Federico Guglielmo I di Prussia                |                                             |  |  |       |  |  |                               |  |  |                                   |  |
|                                  | Augusto Guglielmo di Prussia | Federico Guglielmo I di Prussia                |                                             |  |  |       |  |  |                               |  |  |                                   |  |
|                                  | Augusto Guglielmo di Prussia | Sofia Dorotea di Hannover                      |                                             |  |  |       |  |  |                               |  |  |                                   |  |
| Federico Guglielmo II di Prussia | Augusto Guglielmo di Prussia |                                                |                                             |  |  |       |  |  |                               |  |  |                                   |  |
|                                  |                              | Luisa Amalia di Brunswick-Wolfenbüttel         | Ferdinando Alberto II di Brunswick-Lüneburg |  |  |       |  |  |                               |  |  |                                   |  |
|                                  |                              | Luisa Amalia di Brunswick-Wolfenbüttel         | Ferdinando Alberto II di Brunswick-Lüneburg |  |  |       |  |  |                               |  |  |                                   |  |
|                                  |                              | Luisa Amalia di Brunswick-Wolfenbüttel         | Antonietta Amalia di Brunswick-Wolfenbüttel |  |  |       |  |  |                               |  |  |                                   |  |
| Guglielmina di Prussia           |                              | Luisa Amalia di Brunswick-Wolfenbüttel         |                                             |  |  |       |  |  |                               |  |  |                                   |  |
|                                  |                              | Luigi IX d'Assia-Darmstadt                     | Luigi VIII d'Assia-Darmstadt                |  |  |       |  |  |                               |  |  |                                   |  |
|                                  |                              | Luigi IX d'Assia-Darmstadt                     | Luigi VIII d'Assia-Darmstadt                |  |  |       |  |  |                               |  |  |                                   |  |
|                                  |                              | Luigi IX d'Assia-Darmstadt                     | Carlotta di Hanau-Lichtenberg               |  |  |       |  |  |                               |  |  |                                   |  |
| Federica Luisa d'Assia-Darmstadt |                              | Luigi IX d'Assia-Darmstadt                     |                                             |  |  |       |  |  |                               |  |  |                                   |  |
|                                  |                              | Carolina del Palatinato-Zweibrücken-Birkenfeld | Cristiano III del Palatinato-Zweibrücken    |  |  |       |  |  |                               |  |  |                                   |  |
|                                  |                              | Carolina del Palatinato-Zweibrücken-Birkenfeld | Cristiano III del Palatinato-Zweibrücken    |  |  |       |  |  |                               |  |  |                                   |  |
|                                  |                              | Carolina del Palatinato-Zweibrücken-Birkenfeld | Carolina di Nassau-Saarbrücken              |  |  |       |  |  |                               |  |  |                                   |  |
|                                  |                              | Carolina del Palatinato-Zweibrücken-Birkenfeld |                                             |  |  |       |  |  |                               |  |  |                                   |  |